# Бурачек, Николай Григорьевич

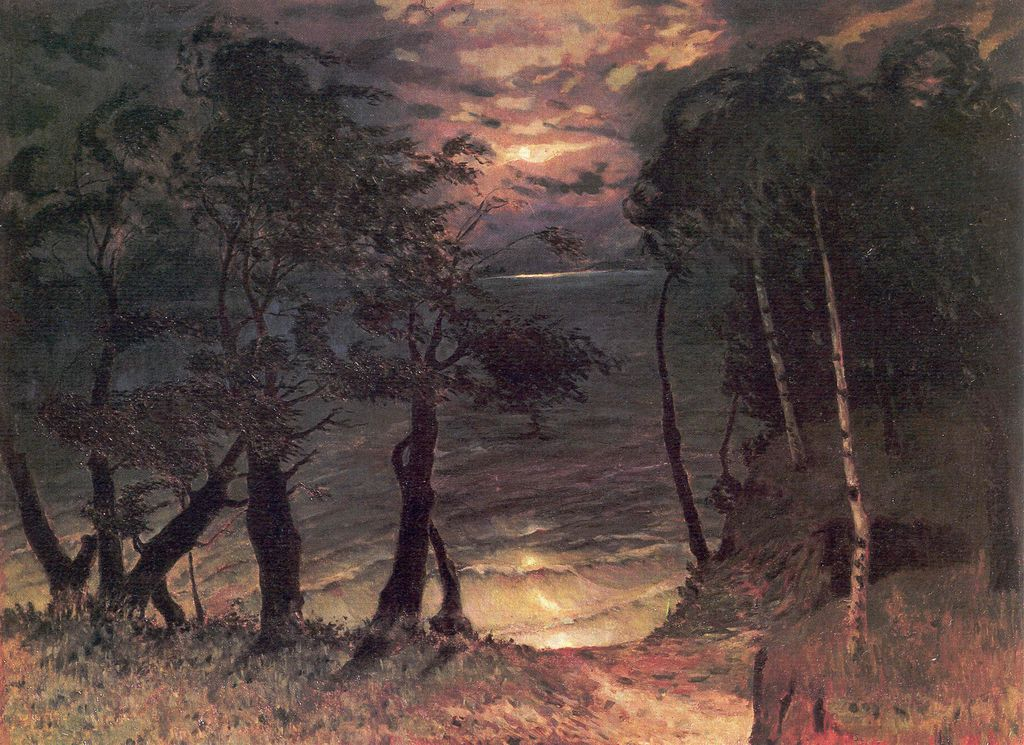
Реве та стогне Дніпр широкий (Ревēт и стонет Днепр широкий)

Никола́й Григо́рьевич Бура́чек (4 [16] марта 1871, Летичев — 12 августа 1942, Харьков) — украинский советский живописец, сценограф, актёр, педагог, писатель, историк искусства. Один из учредителей и первый президент Украинской академии искусств, член ОСХУ, экспонент АХКУ. Заслуженный художник УССР (1936), заслуженный деятель искусств УССР (1941). Автор многих искусствоведческих статей и монографий.

## Биография
Родился 4 (16) марта 1871 года в местечке Летичев, Летичевский уезд, Подольская губерния, Российская империя (ныне — Летичевский район Хмельницкой области Украина).
С 1889 года учился в Киевском университете, но был исключён за участие в студенческих выступлениях. В 1890 году по рекомендации М. Савиной принят актёром в Каменец-Подольскую русскую труппу и далее по рекомендации Я. Станиславского поступил в Краковскую академию изящных искусств. В 1910 году в Париже работал в мастерской А. Матисса, позже — в Вольной Академии Рансона.
В 1912 году переехал в Киев. С 1918 года — президент Украинской академии искусств. С 1925 года работал в Харькове председателем Харьковского центрального бюро искусств, продолжая часто бывать в Киеве. В 1925—1926 годах работал вместе с Иосифом Каракисом. В 1925—1927 годах преподавал в Харьковском художественном техникуме. В 1925—1931 годах преподавал в Харьковском художественном институте. С 1927 года — профессор.
В 1930 году Бурачек опубликовал монографию о Н. Самокише. С 1931 года Бурачек разыскал много неизвестных ранее произведений Шевченко и ввёл их в научный оборот, впервые атрибутировал сотни акварелей и картин, дал первый перечень его наследия. Результатом многолетних исследований стала работа «Великий народный художник». Он также написал, но не опубликовал монографию об М. Мурашко.
Своеобразным итогом творческой деятельности художника стала его выставка в 1941 году, после которой он был удостоен звания заслуженного художника УССР.
Умер 12 августа 1942 года в Харькове. Похоронен на 13-м городском кладбище (автор надгробия О. Н. Кудрявцева).

## Семья
- Сын — Герман Николаевич Бурачек, дочери: Надежда Николаевна Бурачек, Вера Николаевна Бурачек.
  - Внуки: Дюкова Ольга Германовна, Бурачек Наталия Германовна, Бурачек Николай Юрьевич, Бурачек, Всеволод Германович, Керницкий Виталий Эммануилович, Керницкий Борис Эммануилович, Подчекаев Владимир Алексеевич, Подчекаева (Орловская) Алла Алексеевна, Бурачек Валерий Германович.
  - Правнуки[источник не указан 1045 дней]: Дюков Анатолий Дмитриевич, Российский Олег Юрьевич - психолог, музыкант, Подчекаев Владимир Владимирович, Орловский Валерий Владимирович, Орловская (Рамаева) Елена Владимировна, Апатенко (Бурачек) Татьяна Николаевна — архитектор, Бурачек Андрей Всеволодович — архитектор.